# Network Q RAC Rally Championship
Network Q RAC Rally Championship é um jogo eletrônico de corrida lançado pela Europress Software e Magnetic Fields para MS-DOS e Windows em 26 de outubro de 1996. Foi baseado no Rali do País de Gales do ano de 1995.
Trata-se do 3o jogo da série Rally Championship.
Em 1997 o game ganhou um "upgadre", intitulado X-Miles add-on. Esta nova versão foi publicada pela Actualize ao invés da Europress.

## O Jogo
Como um bom simulador, o player tem a oportunidade de trocar os pneus (havia condições climáticas variáveis, incluindo noite, chuva, nevoeiro e neve) e as configurações do carro, como a altura e rigidez da suspensão, mudança de relações de marcha, sensibilidade da direção e as rodas nas quais o carro deve ser freado). Durante o rali, certas partes do carro (caixa de câmbio, motor, embreagem, carroceria, radiador, suspensão, faróis, parte elétrica) são danificadas; a pedido do jogador, o serviço poderia substituir alguns deles após um determinado número de etapas especiais, mas com um tempo limitado para isso.

### Recepção
No geral, o game recebeu críticas positivas, conforme pode ser observado no quadro ao lado.
- Fonte:

| Críticas profissionais | Críticas profissionais |
| Avaliações da crítica  | Avaliações da crítica  |
| Fonte                  | Avaliação              |
| ---------------------- | ---------------------- |
| Game Players           | (83/100)               |
| GameSpot               | (8.3/10)               |
| PC Games (Germany)     | (81/100)               |
| Gameplay (Benelux)     | (79/100)               |
| Amiga Games            | (72/100)               |
| PC Joker               | (72/100)               |
| Power Play             | (68/100)               |
| Gamesmania.de          | (65/100)               |
| PC Player (Germany)    | 3 de 5 estrelas.       |
| Imperium Gier          | 3 de 5 estrelas.       |

### Opções de Carros
Abaixo segue uma lista de opção de carros que podem ser usados no game:
- Grupo A
  - Categoria A6: Skoda Felicia
  - Categoria A7: Renault Maxi Megane
  - Categoria A7: VW Golf GTi 16v
  - Categoria A8: Subaru Impreza Turbo
  - Categoria A8: Ford Escort Cosworth

- Grupo N
  - Proton Wira

### Provas
Todas as 28 provas disputadas no Rali do País de Gales do ano de 1995 estão presentes no game:
| - SS1 Tatton Park - SS2 Chatsworth - SS3 Clumber Park - SS4 Super Special Donnington (normal) - SS5 Super Special Donnington (reversa) - SS6 Rother Valley - SS7 Leeds - SS8 Durham County - SS9 Pundershaw - SS10 Bromylin - SS11 Wauchope - SS12 Kershope - SS13 Grizedale West - SS14 Grisedale East | - SS15 Dyfnant - SS16 Hafren Sweetlamb - SS17 Bechfa - SS18 Trawscoed - SS19 Crychan - SS20 Cefn - SS21 Sweetlamb Hafren - SS22 Pantperthog - SS23 Dyfi - SS24 Gartheiniog - SS25 Penmachno South - SS26 Penmachno North - SS27 Clocaenog West - SS28 Clocaenog East |